# Paracatu (ort)
Paracatu är en ort i Brasilien.   Den ligger i kommunen Paracatu och delstaten Minas Gerais, i den sydöstra delen av landet, 200 km sydost om huvudstaden Brasília. Paracatu ligger 693 meter över havet och antalet invånare är 70 753.
Terrängen runt Paracatu är kuperad västerut, men österut är den platt. Terrängen runt Paracatu sluttar österut. Det finns inga andra samhällen i närheten.
Runt Paracatu är det i huvudsak tätbebyggt. Runt Paracatu är det glesbefolkat, med 9 invånare per kvadratkilometer.